# Кобук (Аляска)
Кобук (англ. Kobuk, эским. Laugviik) — город в боро Нортуэст-Арктик, штат Аляска, США. Население по данным переписи 2010 года составляет 151 человек.

## История
Кобук был основан в 1899 году как пункт снабжения для старателей. После того, как были построены торговая точка, школа и миссия, здесь появилось постоянное население. В мае 1973 года город сильно пострадал от наводнения.

## География
По данным Бюро переписи населения США площадь населённого пункта составляет 43,6 км², из них суша составляет 41,7 км², а водные поверхности — 1,9 км². Расположен на берегу реки Кобук, в 10 км к северо-востоку от города Шангнак, недалеко от национального парка Кобук-Валли.

## Население
По данным переписи 2000 года население города составляло 109 человек. Расовый состав: коренные американцы — 93,58 %; белые — 4,59 %; азиаты — 0,92 %; представители других рас — 0,92 %. Доля латиноамериканцев всех рас — 4,59 %.
Доля лиц в возрасте младше 18 лет — 52,3 %; от 18 до 24 лет — 9,2 %; от 25 до 44 лет — 18,3 %; от 45 до 64 лет — 17,4 % и старше 65 лет — 2,8 %. Средний возраст населения — 17 лет. На каждые 100 женщин приходится 98,2 мужчин; на каждые 100 женщин в возрасте старше 18 лет — 100 мужчин.
Из 26 домашних хозяйств в 61,5 % — воспитывали детей в возрасте до 18 лет, 46,2 % представляли собой совместно проживающие супружеские пары, 30,8 % — женщины без мужей, 11,5 % не имели семьи. 11,5 % от общего числа хозяйств на момент переписи жили самостоятельно, при этом 0 % составили одинокие пожилые люди в возрасте 65 лет и старше. В среднем домашнее хозяйство ведут 4,19 человек, а средний размер семьи — 4,26 человек.
Средний доход на совместное хозяйство — $30 750; средний доход на семью — $20 313. Средний доход на душу населения составляет $9844.
Динамика численности населения города по годам:
| 1940 | 1950 | 1960 | 1980 | 1990 | 2000 | 2010 |
| ---- | ---- | ---- | ---- | ---- | ---- | ---- |
| 31   | 38   | 54   | 62   | 69   | 109  | 151  |

## Транспорт
В городе Кобук расположен аэропорт Кобук.